# Jan-Kochanowski-Theater

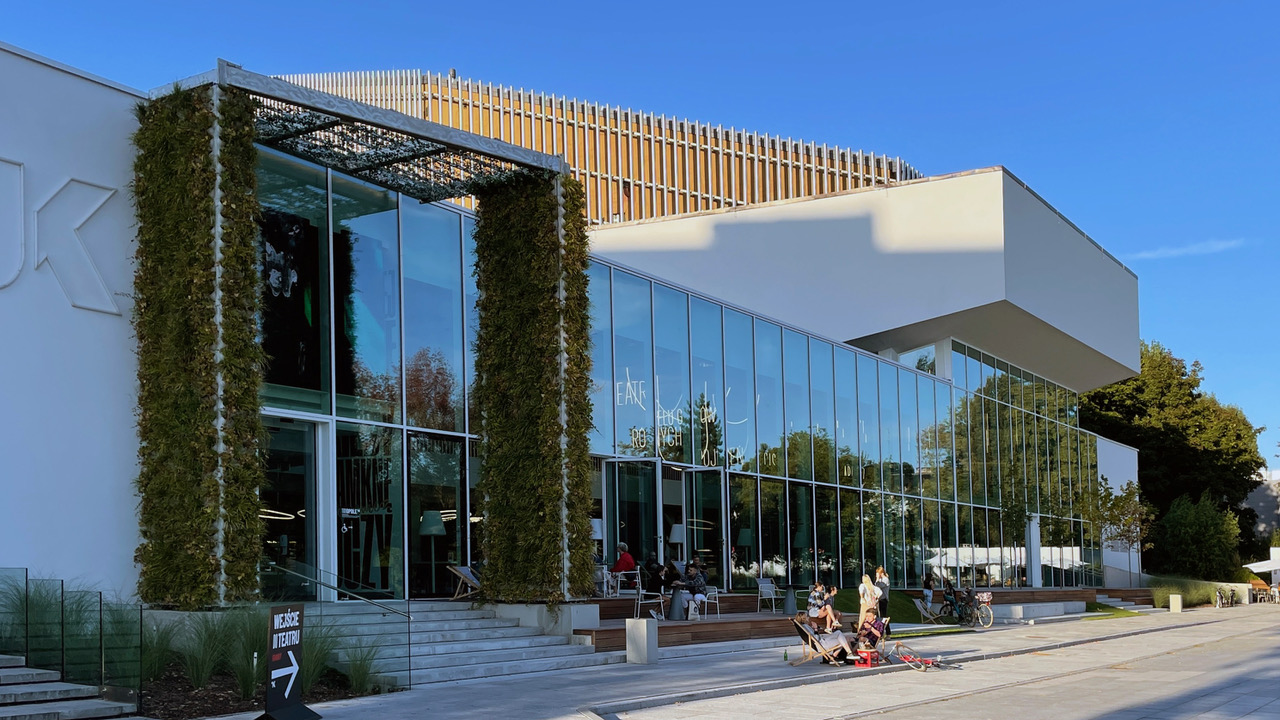
Fassade des Theaters

Das Jan-Kochanowski-Theater ist ein Theater in Oppeln. Es ist mit seinen vier Sälen und rund 600 Sitzen eines der größten Theaterhäuser Polens. Als erstes polnisches Theater ist es der European Theatre Convention (ETC) beigetreten.

## Geschichte
Das Theater wurde 1975 eröffnet und entsprang dem 1945 gegründeten Juliusz-Słowacki-Stadttheater. Seit der Gründung erlebte das Theater viele Intendanten- und damit einhergehende Richtungswechsel. So wurden neben sehr experimentellen Stücken auch leichtere Unterhaltungswerke aufgeführt. Es entwickelte dadurch bis in die Wendezeit hinein keine eigene Linie in der Theaterlandschaft.
2019 wurde ein Restaurierungsplan über 25 Millionen Złoty angekündigt. 2022 eröffnete das Theater vollumfänglich wieder.

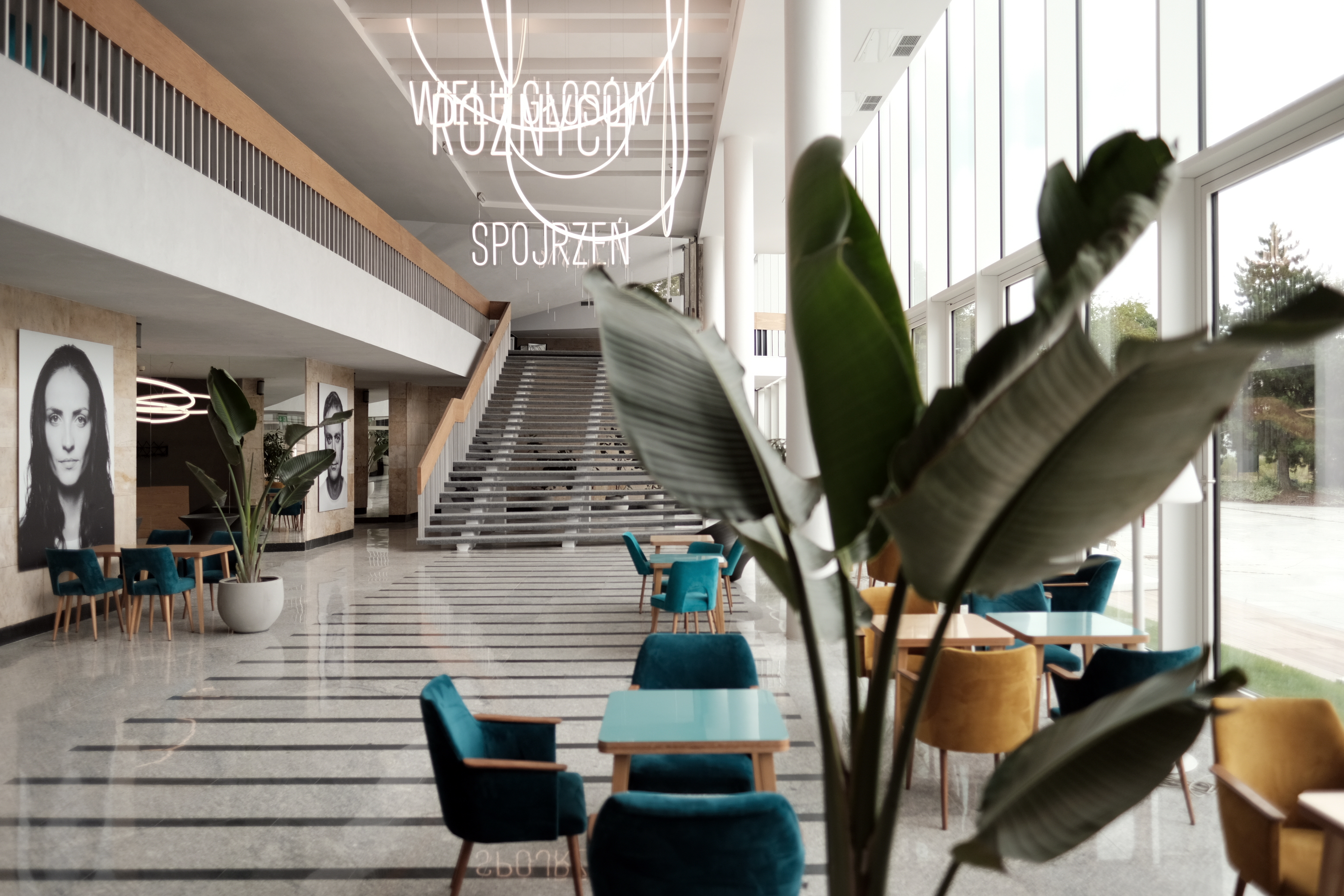
Foyerbereich

Das alljährliche Theaterfestival der Oppelner Theaterkonfrontation wird im Jan-Kochanowski-Theater veranstaltet. 2023 wurde zusätzlich die Frühlingsausgabe der Internationalen Theaterkonferenz des ETC dort abgehalten.